# بوتس آدامز
بوتس آدامز (بالإنجليزية: Boots Adams)‏ هو مسير أعمال أمريكي، ولد في 31 أغسطس 1899 في هورتون في الولايات المتحدة، وتوفي في 30 مارس 1975 في برتلسفيل في الولايات المتحدة.